# Calanthemis aurescens
Calanthemis aurescens là một loài bọ cánh cứng trong họ Cerambycidae.